# Next Mars Orbiter
El orbitador Next Mars Orbiter (NeMO, anteriormente conocido como Mars 2022 orbiter) es una propuesta de la NASA de satélite de comunicaciones para Marte que dispone de cámara para tomar imágenes de alta resolución y dos propulsores de iones solares-eléctricos.
La intención es que el orbitador sea lanzado en septiembre de 2022 y conectar controladores terrestres con rovers y otros satélites y continuar con el mapeo del planeta que se espera que se dejen de tomar cuando el Mars Reconnaissance Orbiter y el 2001 Mars Odyssey dejen de funcionar.

## Características
Las características principales que se están estudiando incluyen los motores de iones eléctricos solares, mejores paneles solares y comunicaciones láser de banda ancha (comunicación óptica) entre la Tierra y Marte.
El orbitador, conceptualmente, es similar al Mars Telecommunications Orbiter, cancelado en 2005, y podría ser un precursor tecnológico para una futura misión de retorno de muestras de ida y vuelta y expediciones humanas a Marte. Robert Lock lidera los estudios conceptuales para el orbitador 2022.
La preocupación de la NASA es que los satélites de retransmisión actualmente utilizados, 2001 Mars Odyssey y Mars Reconnaissance Orbiter, puedan dejar de funcionar, lo que da como resultado la necesidad de utilizar el orbitador MAVEN como un relé de telecomunicaciones de respaldo. Sin embargo, la órbita altamente elíptica de MAVEN limitará su utilidad como relé para las operaciones de superficie.
Otra característica que también se estudia es "la capacidad de captura y retorno de muestras". Las muestras almacenadas en la memoria caché del vehículo Mars 2020 se colocarían en la órbita de Marte en un futuro vehículo de ascenso de Marte. A partir de ahí, el orbitador enviaría las muestras a la Tierra.

### Propulsión
El orbitador sería impulsado con dos propulsores de iones eléctricos solares; un motor estaría activo mientras que el otro estaría de repuesto. La energía eléctrica para los motores se recargaría por medio de paneles solares mejorados que generarán 20 kW.
Un motor iónico le daría a la nave espacial una significativa capacidad orbital pensando en futuras misiones a largo plazo, esporádicos sobrevuelos de Fobos y Deimos, así como la capacidad añadida de soporte orbital, encuentro y captura para misiones de retorno de muestras. Un motor iónico también permitiría el acceso a múltiples latitudes y altitudes para optimizar los contactos del relé.

### Carga sugerida
- Comunicaciones láser de banda ancha (comunicación óptica) entre la Tierra y Marte[1][2][4]
- Cámara para imagen de alta resolución (30 cm / pixel)
- Posibilidad de recogida de muestras de suelo
- Detección y mapeo de agua congelada[11]
- Posibilidad de instrumentos adicionales de socios internacionales

## Propuesta de devolución de muestra
El Planetary Science Decadal Survey sugirió que la misión Mars 2022 orbiter sea una de las tres misiones que comprende la campaña propuesta de retorno de muestras de Marte (Mars sample return mission, MSR). Las muestras serían recogidas y almacenadas en caché por la primera misión, el rover Mars 2020, se dejarían en la superficie de Marte para una posible recogida posterior. El orbitador sería lanzado en 2022 en un vehículo de media clase, que llegaría a Marte en unos nueve meses y aerofrenando a una órbita circular de 500 km (310 mi) durante seis a nueve meses. La tercera misión de la campaña propuesta de MSR, el módulo de aterrizaje, se lanzaría nominalmente en 2024. El módulo de aterrizaje desplegaría un "explorador de búsqueda" para recuperar los cachés de muestra. Un contenedor que contiene las muestras sería lanzado por un vehículo de ascenso de Marte (MAV) y colocado en una órbita de 500 km en paralelo con el orbitador 2022 y realizar un encuentro en la órbita de Marte. El contenedor se transferiría a un vehículo de acceso a la Tierra (EEV) que lo devolvería a la Tierra, entraría a la atmósfera en paracaídas y aterrizaría sobre tierra para poder ser recuperado y analizado en laboratorios especialmente diseñados.

## Estado
La NASA considera que el orbitador Mars 2022 es un "soporte orbital esencial para el retorno de muestras", "significativo" en el mantenimiento de la infraestructura de comunicaciones marciana, y deseable para la continuidad en la teledetección. El presupuesto del Presidente para el año fiscal 2017 proporciona 10 millones de dólares para comenzar el trabajo conceptual temprano sobre el orbitador propuesto de Marte. En julio de 2016, el Jet Propulsion Laboratory otorgó cinco subcontratos de 400,000 dólares para realizar estudios conceptuales. Las cinco compañías de ingeniería seleccionadas son Boeing, Lockheed Martin Space Systems, Northrop Grumman Aerospace Systems, Orbital ATK y Space Systems/Loral.
Sin embargo, en agosto de 2017, Jim Green, de la División de Ciencias Planetarias de la NASA declaró que un lanzamiento en 2022 para el orbitador todavía "estaría fuera de lugar", ya que sería muy difícil ensamblar un orbitador con todas las características deseadas en ese espacio de tiempo. Jim Watzin, del Programa de Exploración de Marte de la NASA declaró en septiembre de 2017 que el orbitador lo mismo podría ser cancelado, al decir que "la probabilidad de que todos los orbitadores del relevo fallen es tan baja que no se necesitan más inversiones para ese propósito".